# Деснянський парк
Десня́нський парк — парк в Деснянському районі Києва, розташований на території житлового масиву Вигурівщина-Троєщина, проспект Червоної Калини, вулицею Рональда Рейгана та вулицею Архітектора Ніколаєва. Площа парку — 9,67 га.

## Історія
Як зелена зона на новому масиві Вигурівщина-Троєщина сформувався у 2-й половині 1990-х років, однак ще до середини 2000-х років була розпланована та засаджена деревами лише північна частина парку. Південна частина була розпланована та засаджена впродовж 2008-2009 років.

## Сучасний стан
Парк засаджено листяними породами дерев (липа, клен та ін.), доріжки обсаджено кущами. У 2005 році з нагоди 60-річчя закінчення німецько-радянської війни встановлено Обеліск Пам'яті та алею Пам'яті, з нагоди чого здійснено реконструкцію парку.